# 李峻 (北魏)
李峻（5世纪？—469年），字珍之，漢族，梁国蒙县（今河南商丘）人。魏文成帝李皇后之兄，魏献文帝的舅舅，李崇的伯父。
李峻的父亲李方叔，在宋文帝刘义隆属下为济阴郡太守。李峻知道妹妹为嫁入北魏後宫，魏文成帝又派间谍官职他们，李峻与五个弟弟李诞、李嶷、李雅、李白、李永等前后由刘宋奔北魏，到达平城。魏文成帝拜李峻为镇西将军、泾州刺史、顿丘公。李诞、李嶷、李雅等都封公位显。后李峻进爵为顿丘王，位至太宰，皇兴三年（469年）十月，太宰、顿丘王李峻去世，谥号宣。